# The Messenger (2009)
The Messenger is een oorlogsfilm uit 2009 met in de hoofdrollen Ben Foster, Woody Harrelson, Samantha Morton, Steve Buscemi en Jena Malone. Het is het regiedebuut van Oren Moverman, die ook het scenario schreef met Alessandro Camon. De film volgt twee legerofficieren van het Amerikaanse leger die de nabestaanden van gesneuvelden op de hoogte moeten gaan brengen en de effecten van hun moeilijke werk op hun persoonlijke levens en elkaar.

## Verhaal
Sergeant Will Montgomery van het Amerikaanse leger is met verlof van de Irakoorlog. Hij werd gehuldigd voor zijn heldhaftige daden tijdens de oorlog, maar kampt met PTSS en als gevolg van zijn verwondingen in de strijd heeft hij een chronische aandoening aan zijn linkeroog. Zijn jeugdliefde Kelly, met wie hij oorspronkelijk van plan was te trouwen voordat hij naar Irak vertrok, kon niet op hem wachten en is inmiddels verloofd met een andere man.
Voordat Will kan afzwaaien wordt hij op pad gestuurd als officier van de ongevallenmelding, samen met kapitein Tony Stone als zijn mentor. Stone, een veteraan van de Golfoorlog die geen gevechten heeft meegemaakt, is de meest formele van de twee en leert Will het protocol voor het informeren van nabestaanden over een tragedie. Hun eerste bezoek aan een familie resulteert in de moeder en zwangere verloofde van de overledene die instorten, waarbij de moeder Stone slaat. Andere bezoeken zijn aan een man genaamd Dale Martin die boos dingen naar Will gooit, een vrouw die in het geheim met een dienstplichtige is getrouwd en een Mexicaanse man die via een tolk op de hoogte wordt gebracht van de dood van zijn dochter.
Op een dag vertellen Will en Stone elkaar in een bar openhartig over hun leven. Will vertelt over Kelly die hem afwijst en Stone over de dood van zijn vader door rijden onder invloed, samen met verhalen over zijn vervreemde moeder.
In een winkelcentrum ziet Will Olivia met haar zoon kleren kopen voor de begrafenis van haar man. Hij komt tussen in een gevecht tussen haar en twee rekruteerders van het leger die jongeren proberen te werven en geef haar een lift naar huis. Hij repareert haar auto en raakt bevriend met zowel haar als haar jonge zoon Matt. Na verloop van tijd uiten de twee hun genegenheid voor elkaar, maar zijn pogingen tot fysieke intimiteit worden met aarzeling beantwoord als ze hem vertelt over hoe haar man haar en haar zoon heeft mishandeld.
Will en Tony belanden dronken op Kelly's huwelijksreceptie en maken een scène. Later worden ze wakker op een parking nadat ze buiten westen waren geraakt. Ze keren terug naar Wills appartement, waar Dale hen opwacht en zich verontschuldigt voor zijn uitbarsting. In zijn appartement vertelt Will Tony over zijn ervaring met een vriend die stierf in Irak en hoe hij het gevoel heeft dat zijn moed zinloos was omdat hij niets voor hem kon doen. Hij overwoog kort daarna zelfmoord, maar bedacht zich toen hij de zonsopgang zag. Als Tony dit hoort, barst hij in tranen uit.
De volgende dag ontmoet Will Olivia terwijl ze haar spullen in een vrachtwagen laadt. Ze vertelt Will dat ze met haar zoon naar Louisiana verhuist en Will vertelt haar dat hij overweegt om in het Amerikaanse leger te blijven. Hij vraagt Olivia om hem hun nieuwe adres te laten weten. Ze stemt toe en vraagt hem om met haar mee binnen te gaan zodat hij het adres kan opschrijven.

## Rolverdeling
| Acteur                 | Personage                         |
| ---------------------- | --------------------------------- |
| Christopher Lloyd      | Bill Hale                         |
| Ben Foster             | Staff Sergeant Will Montgomery    |
| Woody Harrelson        | Captain Tony Stone                |
| Samantha Morton        | Olivia Pitterson                  |
| Jena Malone            | Kelly                             |
| Steve Buscemi          | Dale Martin                       |
| Yaya DaCosta           | Monica Washington                 |
| Eamonn Walker          | Lieutenant Colonel Stuart Dorsett |
| Peter Francis James    | Dr. Grosso                        |
| Merritt Wever          | Lara                              |
| Lindsay Michelle Nader | Claire                            |
| Gaius Charles          | Recruiter Brown                   |
| Brendan Sexton III     | Recruiter Olson                   |
| Carl Anthony Payne II  | Pitterson's Father                |
| Halley Feiffer         | Marla Cohen                       |
| Peter Friedman         | Mr. Cohen                         |
| Jeremy Strong          | Returning Soldier                 |
| Fiona Dourif           | Returning Soldier's Wife          |
| Michael Chernus        | Alan                              |

## Release en ontvangst
The Messenger ging op 19 januari 2009 in première op het Sundance Film Festival waarna de film een beperkte release kreeg in Noord-Amerika in vier bioscopen. De film bracht wereldwijd $1,5 miljoen op, tegenover een budget van $6,5 miljoen.
Op Rotten Tomatoes heeft de film een score van 90% (162 recensies), met een gemiddelde waardering van 7,2/10. De consensus van de critici luidt: "Een donker maar actueel onderwerp wordt behendig behandeld door schrijver/regisseur Oren Moverman en uitstekend geacteerd door Woody Harrelson en Ben Foster." Op Metacritic behaalt de film een score van 77/100 (32 recensies), wat duidt op "over het algemeen gunstige recensies".

## Nominaties en prijzen
De film was in competitie op het 59e internationaal filmfestival van Berlijn, waar hij de Zilveren Beer voor beste scenario en de Berlinale Peace Film Award '09 won. De film ontving de eerste prijs op het Deauville American Film Festival van 2009. De film heeft ook vier Independent Spirit Award-nominaties ontvangen (waaronder één overwinning), een Golden Globe-nominatie en twee Oscar-nominaties.